# Szoham
Szoham (hebr. שוהם; pol. Onyks; oficjalna pisownia w ang. Shoham) – samorząd lokalny położony w Dystrykcie Centralnym, w Izraelu.

## Położenie
Leży w Szefeli w otoczeniu moszawów Bet Arif, Tirat Jehuda, Bareket, Bet Nechemja i Kefar Truman. Na zachód od miasteczka znajduje się międzynarodowe lotnisko im. Ben-Guriona, a na południe znajduje się baza logistyczna Tovala Sił Obronnych Izraela. Na wschód od miasteczka znajduje się granica Autonomii Palestyńskiej, strzeżona przez mur bezpieczeństwa.
W miejscowości znajduje się siedziba władz administracyjnych samorządu regionu Chewel Modi’in.

## Historia
Osada została założona w 1993.

## Demografia
Zgodnie z danymi Izraelskiego Centrum Danych Statystycznych w 2008 roku w mieście żyło 19,7 tys. mieszkańców, wszyscy Żydzi.
Populacja miasta pod względem wieku:
| Wiek (w latach) | Procent populacji w % |
| --------------- | --------------------- |
| 0-4             | 10,1%                 |
| 5-9             | 12,5%                 |
| 10-14           | 12,8%                 |
| 15-19           | 9,8%                  |
| 20-29           | 9,0%                  |
| 30-44           | 26,3%                 |
| 45-59           | 15,9%                 |
| ponad 60        | 3,6%                  |

Źródło danych: Central Bureau of Statistics.

## Edukacja
W miejscowości znajduje się 5 szkół podstawowych Niccanim, Avnei Hoshen, Even Hen, Rabin i Tsukim, oraz 2 szkoły średnie Nachshon i Shoham. Uczy się w nich 6 tys. uczniów.

## Kultura i sport
W miejscowości znajdują się ośrodki kultury, boisko do piłki nożnej oraz korty tenisowe. Centrum sportowe Yovav posiada pełny kompleks obiektów sportowych, włącznie z basen pływackim.
Każdego roku organizowany jest Festiwal Sztuki oraz Międzynarodowy Wyścig Rowerów Górskich dla uczczenia pamięci premiera Icchaka Rabina.

## Komunikacja
Na wschód od miejscowości przebiega autostrada nr 6, brak jednak możliwości bezpośredniego wjazdu na nią. Z miejscowości wyjeżdża się dwoma drogami na wschód na drogę nr 444 , którą jadąc na południe dojeżdża się do moszawu Bet Nechemja, lub jadąc na północ dojeżdża się do moszawu Bareket. Jedną drogą wyjeżdża się na południe na drogę nr 453 , którą jadąc na wschód dojeżdża się do bazy wojskowej Tovala i moszawu Bet Nechemja, lub jadąc na zachód dojeżdża się do moszawu Kefar Truman. Lokalna droga prowadzi na zachód do moszawu Bet Arif.